# Tangga Batu Timur
Tangga Batu Timur is een bestuurslaag in het regentschap Toba Samosir van de provincie Noord-Sumatra, Indonesië. Tangga Batu Timur telt 560 inwoners (volkstelling 2010).